# Autonomia (tecnologia)
In ambito tecnologico, l'autonomia di una macchina, un'apparecchiatura, un dispositivo, un impianto o un altro sistema è la capacità di funzionare senza bisogno di un rifornimento di energia o di materiali che forniscano energia.

## Unità di misura
L'autonomia può essere indicata come:
- autonomia di tempo:[1] tempo di funzionamento (in ore, giorni, ecc.) prima di smettere di funzionare;
- autonomia di distanza:[1] distanza percorsa (in km, miglia, miglia nautiche, ecc.) prima di smettere di funzionare; questa definizione di autonomia può essere applicata al caso di veicoli (ad esempio: autoveicoli, aerei, navi, ecc.); ad esempio l'autonomia di un'automobile diesel o benzina può essere indicata come il numero di chilometri o di miglia che è possibile percorrere tra un rifornimento di carburante ed il successivo.

## Fattori che influenzano l'autonomia
L'autonomia di un sistema è influenzata da diversi fattori, tra cui:
- efficienza energetica del sistema (ad esempio, nel caso di un autoveicolo, esprimibile in km percorsi per litro di carburante);
- la capacità del sistema di immagazzinare energia (ad esempio: volume del serbatoio di un autoveicolo, quantità di energia elettrica immagazzinabile, espressa in wattora, di una batteria, ecc.);
- la densità energetica dell'eventuale materiale utilizzato per fornire energia al sistema;
- eventuali dispersioni di energia nell'ambiente (ad esempio dovuti all'attrito o altri processi di dissipazione o perdita di energia).

L'autonomia di un sistema inoltre spesso non è costante, ma cala nel tempo. Ciò succede ad esempio nelle batterie ricaricabili, che ad ogni ciclo di ricarica diminuiscono la loro autonomia.

## Esempi
L'autonomia può essere definita e misurata (o stimata) per tanti tipi di macchine, apparecchiature, dispositivi, impianti o un altri sistemi, tra cui:
- batterie ricaricabili e sistemi che utilizzano batterie (ricaricabili o no) per il loro funzionamento, ad esempio:
  - mezzi di trasporto elettrici (auto elettriche, bici elettriche, segway, ecc.)
  - muletti, transpallet elettrici, piattaforme di lavoro elevabile e altri veicoli industriali elettrici
  - droni
  - modelli radiocomandati elettrici
  - elettroutensili portatili
  - telefoni cellulari
  - laptop
- sistemi che utilizzano carburante o combustibile per il loro funzionamento, ad esempio:
  - mezzi di trasporto diesel, a benzina, a metano o a idrogeno
  - muletti, piattaforme di lavoro elevabile e altri veicoli industriali a carburante
  - modelli radiocomandati a carburante
  - razzi a combustibile
- dispositivi ricaricati a molla (es. giocattoli a molla, orologi da polso, ecc.)
- mezzi di trasporto o altri dispositivi mossi da aria compressa

### Autonomia delle batterie
L'autonomia di una batteria non ricaricabile, trattandosi di un prodotto "usa e getta", è semplicemente uguale alla vita utile (o "durata") della batteria.
Nel caso delle batterie ricaricabili, invece, l'autonomia della batteria viene è definita per ogni ciclo di ricarica e diminuisce ad ogni ciclo di ricarica. L'autonomia delle batterie ricaricabili, tra cui le batterie a ioni di litio, subisce infatti un calo di efficienza, e quindi di autonomia, dopo ogni ciclo di ricarica, dovuto soprattutto al loro surriscaldamento, fino ad arrivare ad un ciclo con autonomia così bassa da determinare la fine della vita utile della batteria.
È possibile stimare la durata di una batteria come rapporto tra la capacità nominale della batteria (espressa in Ah o in mAh) e il consumo del dispositivo alimentato dalla batteria (espresso in ampere). Se la capacità della batteria è espressa in Wh, è possibile ottenere calcolare la capacità in Ah dividendo i watt-ora per il voltaggio (espresso in volt).
Il valore così stimato è comunque relativo alla batteria in "condizioni ideali", mentre in quanto il valore reale della durata della batteria può variare a seconda di molti fattori, tra cui le condizioni della batteria, la temperatura e la velocità di scarica.
L'autonomia delle comuni pile di tipo AA e AAA è generalmente di 2 anni circa. Nel caso delle pile ricaricabili, la durata totale dipende dal numero di cicli di scarica e ricarica, che può arrivare normalmente fino a 50 cicli.

### Autonomia dei dispositivi elettrici e elettronici portatili
Spesso l'autonomia residua della batteria dei dispositivi elettrici e elettronici portatili (ad esempio: laptop, telefoni cellulari, aspirapolveri senza filo, elettroutensili portatili, ecc.) non è indicata in termini di autonomia, tranne in alcuni casi in cui tale autonomia residua è stimata. Invece è spesso indicata la percentuale di carica della batteria.

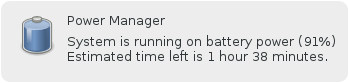
Esempio di indicazione della percentuale di carica residua della batteria e stima dell'autonomia residua su un computer.
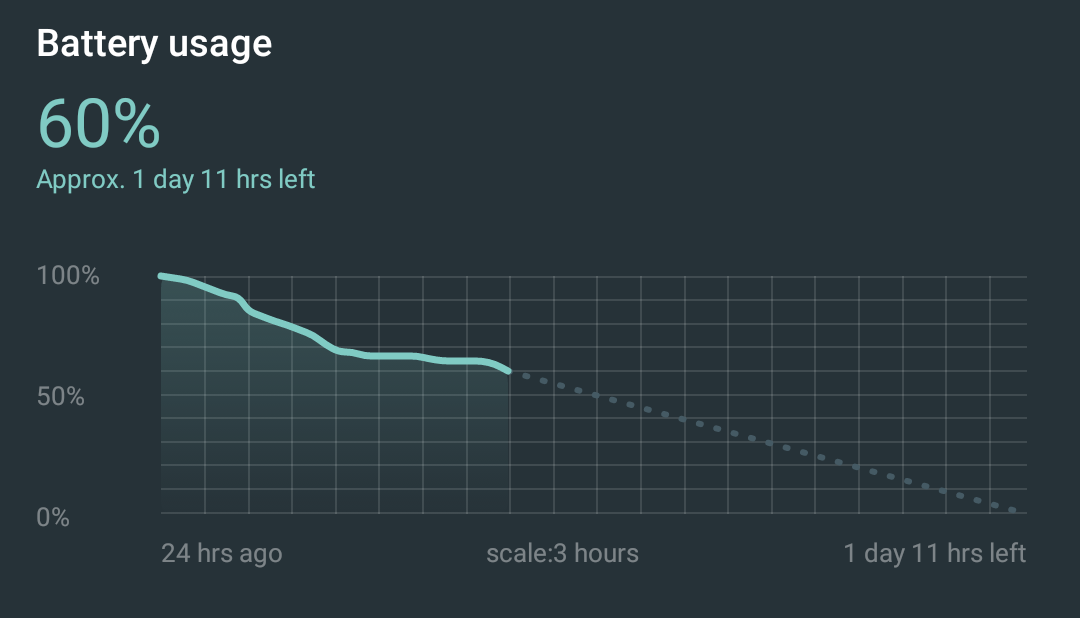
Indicazione della percentuale di carica residua della batteria e stima dell'autonomia di un telefono cellulare (BlackBerry KEYone) basata sull'estrapolazione dei dati di consumo reali.
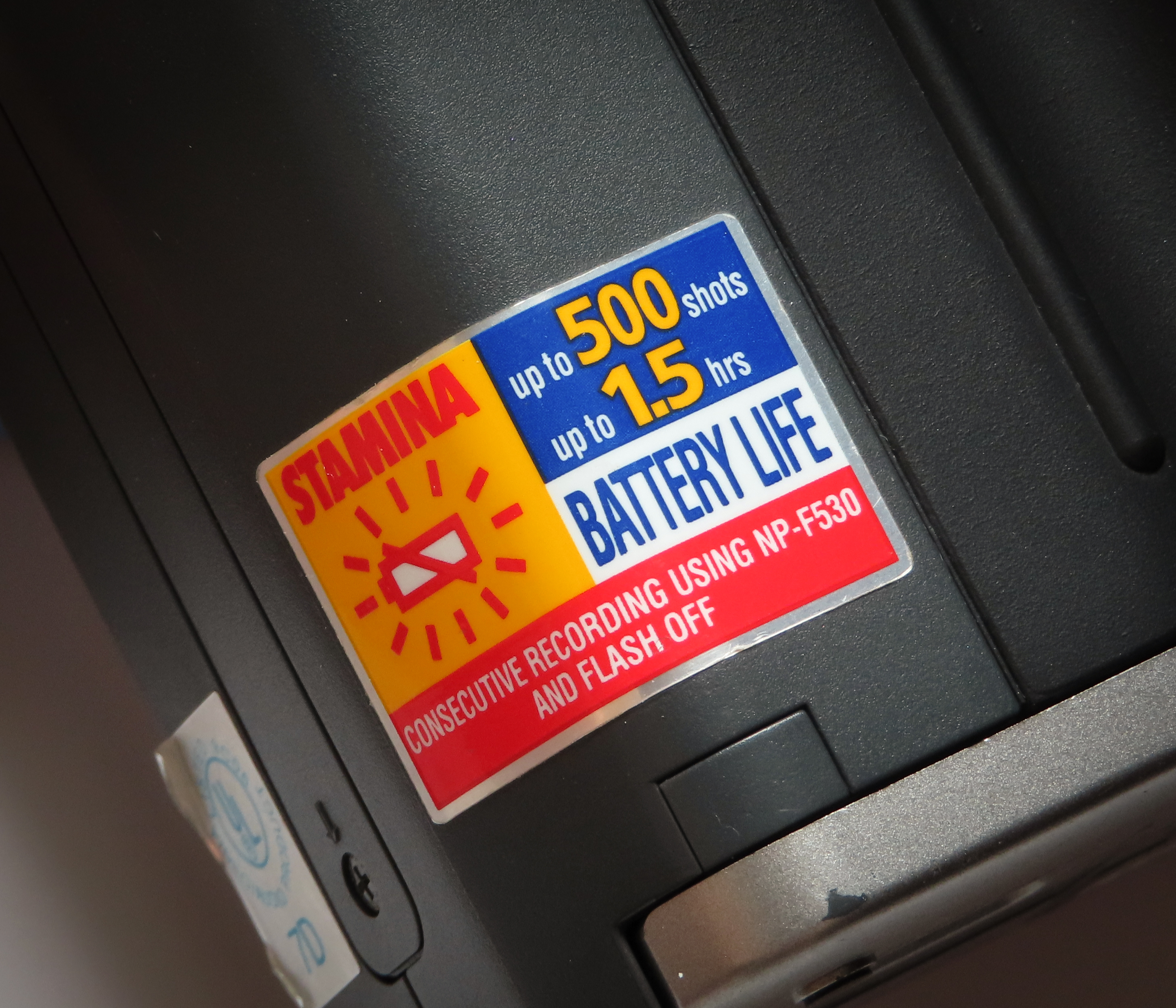
Indicazione dell'autonomia stimata (in ore e numero di scatti) di una macchina fotografica

### Autonomia delle automobili

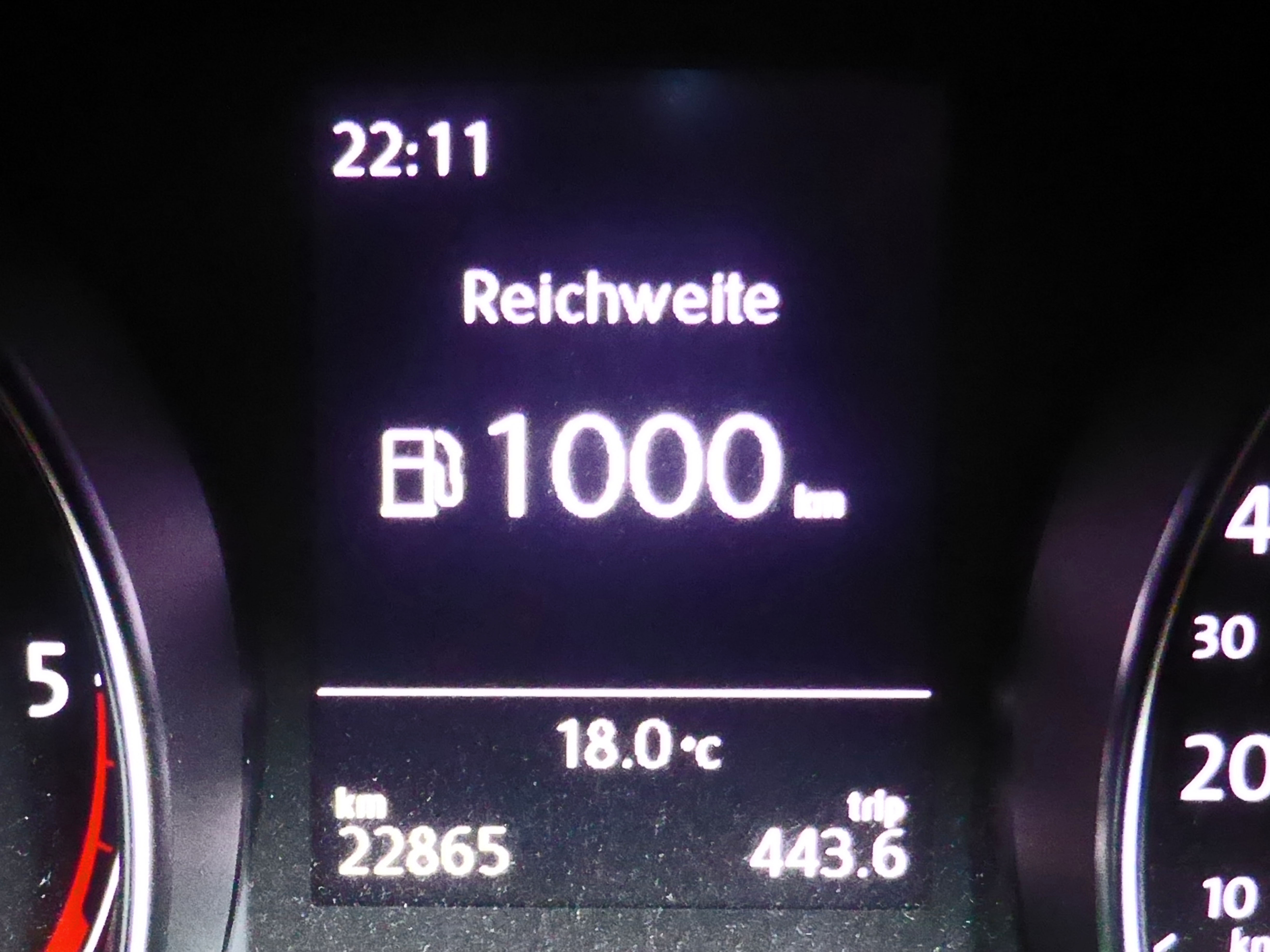
Indicazione dell'autonomia di distanza (1.000 km) di un'automobile

L'autonomia delle automobili (a carburante, a combustibile o elettriche), espressa in chilometri, è stimata attraverso lo standard internazionale Worldwide harmonized Light-Duty vehicles Test Procedure (o WLTP), utilizzato anche come standard di omologazione in Europa, che ha sostituito il precedente standard New European Driving Cycle (NEDC).
Generalmente l'autonomia delle auto diesel e a benzina è di circa 700-800 km per un pieno, che è maggiore dell'autonomia delle auto elettriche, intorno a 200-600 km.
Spesso l'autonomia residua del veicolo non è indicata in termini di autonomia di tempo o autonomia di distanza, tranne in alcuni casi in cui tale autonomia residua è stimata. Invece è indicato il livello di carburante o combustibile rimanente nel serbatoio. Quando presente, tale stima dell'autonomia potrebbe non corrispondere all'autonomia reale, che dipende, oltre al particolare modello di auto, anche dallo stile di guida del conducente, dalle condizioni stradali, dalle condizioni climatiche, dallo stato di manutenzione dell'auto, dal peso trasportato e dal tipo di percorso.
L'autonomia delle auto elettriche può essere stimata conoscendo il consumo elettrico e la capacità delle batterie utilizzate.

### Autonomia di orologi a carica manuale e automatici

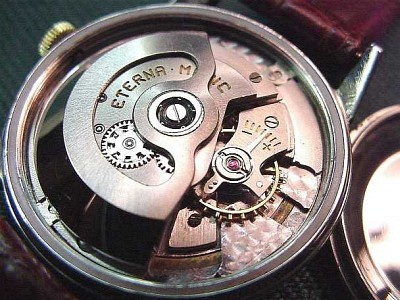
Dispositivo di orologio automatico

Gli orologi da polso a carica manuale e gli orologi automatici per il loro funzionamento utilizzano una molla, caricata tramite la rotazione manuale della corona (negli orologi manuali) e anche dal movimento del polso (negli orologi automatici).
L'autonomia degli orologi automatici (detta "riserva di carica") è di 36-48 ore circa. Per evitare la scarica completa dell'orologio, la riserva di carica può essere indicata sul quadrante, ad esempio tramite una lancetta.